# Stazione di Hendaye
La stazione di Hendaye (in francese Gare d'Hendaye, in basco Hendaiako geltokia) è la principale stazione ferroviaria di Hendaye, Francia.
Si tratta di una stazione di confine tra Francia e Spagna; dalla parte spagnola la prima stazione è la Stazione di Irun.